# Bachus (Michał Anioł)
Bachus – marmurowa rzeźba Michała Anioła, datowana na rok 1497. Obecnie znajduje się w Museo Nazionale del Bargello we Florencji.
Dzieło zostało wykonane dla kardynała Riario i przedstawia pijanego Bachusa trzymającego w prawej dłoni kielich z winem. Za plecami chwiejącego się na nogach boga znajduje się siedzący na pniu mały satyr, który objada się winogronami.
Imponujących rozmiarów rzeźba (184 cm wysokości, bez podstawy), jest jedynym projektem w twórczości Michała Anioła, który można oglądać ze wszystkich stron. Prawdopodobnie miała stanąć na dziedzińcu kardynalskiego pałacu, ale zleceniodawca - z niewyjaśnionych do dziś powodów - odmówił odebrania gotowego już dzieła.  